# 愛知県道457号尾張一宮停車場線
愛知県道457号尾張一宮停車場線（あいちけんどう457ごう おわりいちのみやていしゃじょうせん）は、愛知県一宮市内を通る一般県道である。

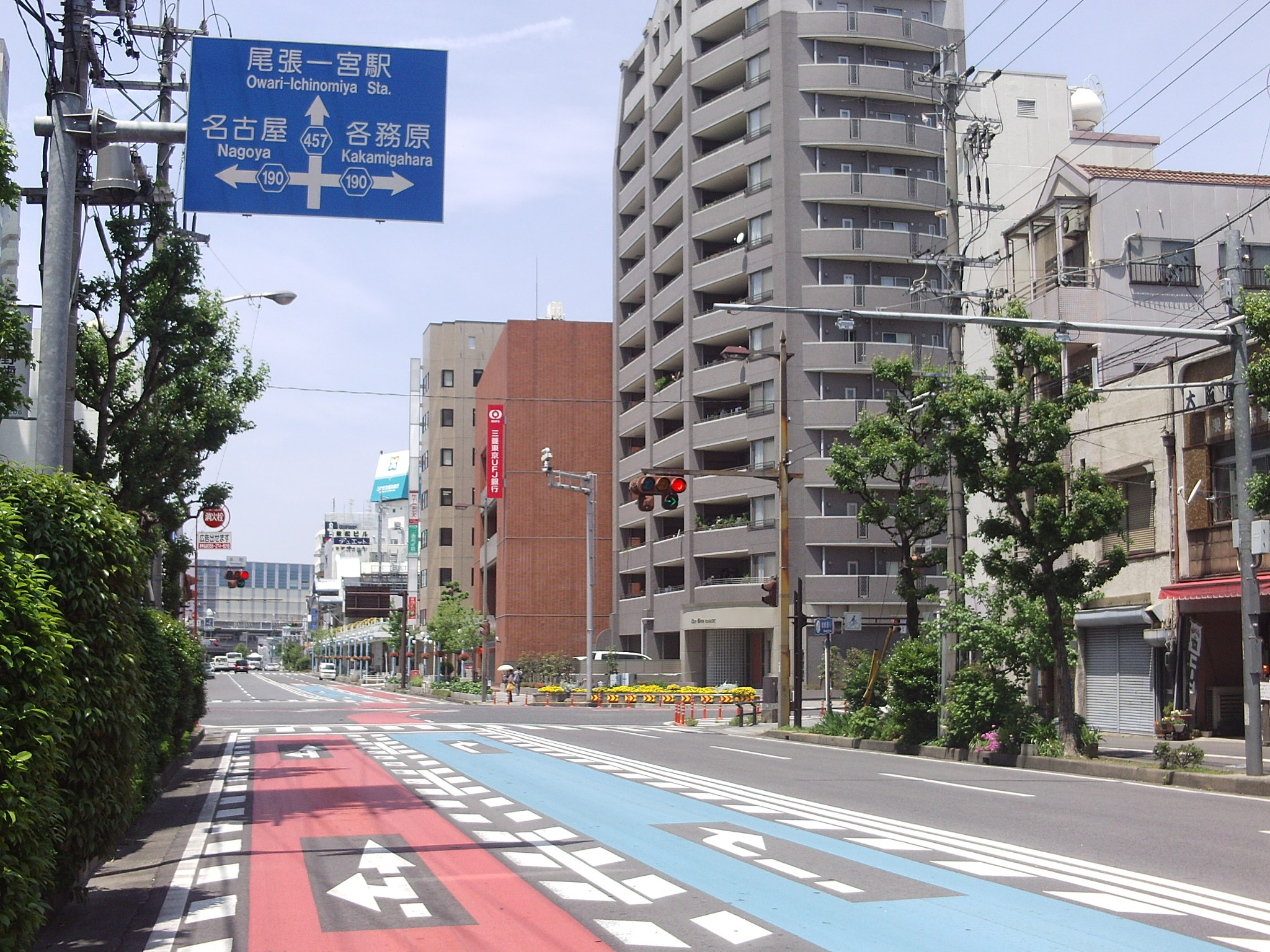
終点側から。突き当たりが起点尾張一宮停車場。

## 概要

### 路線データ
- 起点：尾張一宮停車場
- 終点：愛知県一宮市本町（県道190号交点）

## 沿革
- 1904年（明治37年）2月：一宮停車場道が、それまでの里道から愛知県の仮定県道に編入。
- 1956年（昭和31年）4月14日：認定

## 通過する自治体
- 愛知県
  - 一宮市

## 接続する道路
- 愛知県道190号名古屋一宮線（新柳通り、公園通り、岐阜街道、鮎鮨街道）（一宮市・本町交差点）

## 周辺
- JR東海道本線 尾張一宮駅
- 名鉄名古屋本線・尾西線 名鉄一宮駅
- 三菱UFJ銀行 一宮支店

## 別名
- 城崎通り（一宮市）
- 伝馬通り（一宮市）
- 千歳通り（一宮市）